# William P. Young
William Paul Young (Grande Prairie, 11 maggio 1955) è uno scrittore canadese.

## Biografia
Young è il primo di quattro figli, pur essendo nato in un paese dello stato dell'Alberta, in Canada, ha vissuto la maggior parte dei suoi primi dieci anni nella Nuova Guinea Occidentale, in quanto i suoi genitori erano in missione. Crebbe quindi tra gli indigeni del luogo: la popolazione Dani, una popolazione tribale. Questi divennero la sua famiglia e, come primo ragazzo bianco e straniero che parlava la loro lingua, gli venne concessa l'inusuale possibilità di accedere alla loro cultura e ai loro usi. Quando ebbe sei anni ritornò in Canada per la scuola.
Young scriveva principalmente come un modo per creare regali speciali per i propri amici finché sua moglie lo spinse a scrivere qualcosa anche per i loro sei figli, al fine di poter mettere per iscritto le sue prospettive ed esperienze sul rapporto con Dio.
Il risultante libro, che successivamente prese il nome de Il rifugio (The Shack), era rivolto solamente ai suoi sei bambini e a una piccola cerchia di amici.
Lo scrittore stampò solamente 15 copie del libro. Due dei suoi amici più stretti lo incoraggiarono a pubblicarlo e lo aiutarono con alcuni accorgimenti al fine di preparare il manoscritto per la pubblicazione. Inizialmente rifiutato da 26 case editrici, Young ed i suoi compagni pubblicarono il lavoro sotto il nome della loro nuova società, la casa editrice Windblown Media nel 2007.
Spesero solo 200$ in pubblicità; col tempo il passaparola spedì il libro al primo posto della classifica dei best seller stilata dal New York Times nel giugno del 2008. Il rifugio era il racconto più venduto sia come libro che come audiobook negli Stati Uniti nel 2008.
L'autore si considera un fan di lunga data dello scrittore C. S. Lewis. Young stimava C.S. Lewis per il suo interesse continuo nel creare personaggi che esplorassero domande difficili e che spesso si incrociavano nella fede in Dio.
Young risiede a Happy Valley, nell'Oregon con sua moglie. Ha sei figli, due nuore e tre nipotini.
In un'intervista con la giornalista Susan Olasky del World Magazine lo scrittore, che non fa più parte della Chiesa, disse "(L'istituzione chiesa) non lavora per quelli di noi che stanno male e per quelli che sono stati danneggiati... Se Dio è un Dio amorevole e c'è grazia in questo mondo e non fa niente per quelli che non sono trattati bene, perché lo stiamo facendo noi?"